# منطقة ليت كرابانج
منطقة ليت كرابانج (بالإنجليزية: Lat Krabang District)‏ هي منطقة من مناطق بانكوك. يبلغ عدد سكانها 141789 نسمة وذلك حسب إحصائيات سنة 2000. تبلغ مساحتها 123.9 كم².

الموقع في بانكوك